# Gogolrivier
De Gogol is een rivier in Papoea-Nieuw-Guinea. De bronnen liggen in heuvelland (dus niet in het centrale bergland) ongeveer 35 km ten noordwesten van de stad Madang in de gelijknamige provincie. De rivier stroomt, slingerend door laagland door tropisch regenwoud naar de Astrolabe Bay.